# PEC in het seizoen 1950/51
Het seizoen 1950/1951 was het 40e jaar in het bestaan van de Zwolse voetbalclub PEC. De club kwam uit in de Tweede Klasse Oost B.

## Wedstrijdstatistieken

### Tweede Klasse A
| Borne                                                   |                                                         |               |                                              |
|                                                         | PEC                                                     | 1 – 0 (? – 0) | BVV Borne                                    |
| 4 februari 1951 Plaats: Zwolle Gemeentelijk Sportpark   |                                                         |               |                                              |
|                                                         | BVV Borne                                               | 1 – 1 (? – ?) | PEC                                          |
| 17 september 1950 Plaats: Borne Sportpark 't Wooldrik   |                                                         |               |                                              |
| Rigtersbleek                                            |                                                         |               |                                              |
|                                                         | PEC                                                     | 3 – 3 (2 – 1) | vv Rigtersbleek                              |
| 21 januari 1951 Plaats: Zwolle Gemeentelijk Sportpark   | Horst jr 15' Tames Slechts                              |               | 32' Gerrit Trooster 65' Wissink 75' Bouwhuis |
|                                                         | vv Rigtersbleek                                         | 4 – 1 (2 – 1) | PEC                                          |
| 27 mei 1951 Plaats: Enschede Sportpark Rigtersbleek     | J Krüger Henny Stephan (e.d.) Bruggeman Gerrit Trooster |               | 10' Gerrit Voges                             |
| Eilermark                                               |                                                         |               |                                              |
|                                                         | PEC                                                     | 2 – 2 (0 – 1) | GVV Eilermark                                |
| 2 juni 1951 Plaats: Zwolle Gemeentelijk Sportpark       | Dries Jans Cornelis Mulder 80'                          |               | 15' Perik 70' van Dab                        |
|                                                         | GVV Eilermark                                           | 3 – 3 (2 – 1) | PEC                                          |
| 3 december 1950 Plaats: Glanerbrug Sportpark Eilermark  | Kelder Perik 37' Kelder                                 |               | 17' Scheemans Joop Schuman 90' Gerrit Voges  |
| Tubantia                                                |                                                         |               |                                              |
|                                                         | PEC                                                     | 6 – 2 (? – ?) | HVV Tubantia                                 |
| 18 februari 1951 Plaats: Zwolle Gemeentelijk Sportpark  |                                                         |               |                                              |
|                                                         | HVV Tubantia                                            | 0 – 1 (0 – 1) | PEC                                          |
| 24 september 1950 Plaats: Hengelo Sportpark De Waarbeek |                                                         |               | 44' Jan Horst                                |
| Labor                                                   |                                                         |               |                                              |
|                                                         | PEC                                                     | 3 – 2 (? – ?) | DVV Labor                                    |
| 11 maart 1951 Plaats: Zwolle Gemeentelijk Sportpark     |                                                         |               |                                              |
|                                                         | DVV Labor                                               | 3 – 2 (? – ?) | PEC                                          |
| 22 oktober 1950 Plaats: Deventer Sportpark Labor        |                                                         |               |                                              |
| UDI                                                     |                                                         |               |                                              |
|                                                         | PEC                                                     | 0 – 1 (0 – ?) | UDI                                          |
| 3 september 1950 Plaats: Zwolle Gemeentelijk Sportpark  |                                                         |               |                                              |
|                                                         | UDI                                                     | 2 – 1 (? – ?) | PEC                                          |
| 28 januari 1951 Plaats: Enschede Sportpark Derde Hoogte |                                                         |               |                                              |
| Z.A.C.                                                  |                                                         |               |                                              |
|                                                         | PEC                                                     | 2 – 1 (? – ?) | ZAC                                          |
| 8 oktober 1950 plaats: Zwolle Gemeentelijk Sportpark    |                                                         |               |                                              |
|                                                         | ZAC                                                     | 1 – 2 (? – ?) | PEC                                          |
| 4 maart 1951 Plaats: Zwolle Sportpark Veerallee         |                                                         |               |                                              |
| Achilles '12                                            |                                                         |               |                                              |
|                                                         | PEC                                                     | 2 – 2 (1 – 1) | Achilles '12                                 |
| 25 februari 1951 Plaats: Zwolle Gemeentelijk Sportpark  | Cornelis Mulder 2' Joop Schuman 55'                     |               | 22' Alsemgeest 70' Wienk                     |
|                                                         | Achilles '12                                            | 3 – 3 (? – ?) | PEC                                          |
| 1 oktober 1950 Plaats: Hengelo Sportpark 't Wilbert     |                                                         |               |                                              |
| VOSTA                                                   |                                                         |               |                                              |
|                                                         | PEC                                                     | 2 – 1 (1 – 1) | VOSTA                                        |
| 26 november 1950 Plaats: Zwolle Gemeentelijk Sportpark  | Louis Voges 7' Joop Schuman 50'                         |               | 40' Brand                                    |
|                                                         | VOSTA                                                   | 0 – 2 (0 – 0) | PEC                                          |
| 6 mei 1951 Plaats: Enschede Sportpark Schreurserve      |                                                         |               | 80' Gerrit Voges Johan Drost                 |
| Phenix                                                  |                                                         |               |                                              |
|                                                         | PEC                                                     | 3 – 1 (2 – 1) | EVV Phenix                                   |
| 18 maart 1951 Plaats: Zwolle Gemeentelijk Sportpark     | Gerrit Voges 15' Dries Jans Horst 80'                   |               | 34' Spin                                     |
|                                                         | EVV Phenix                                              | 2 – 2 (1 – 0) | PEC                                          |
| 29 oktober 1950 Plaats: Enschede Sportpark Phenix       | Albers van Gelder                                       |               | 75' Tames Slechts Jan Horst                  |
| N.E.O.                                                  |                                                         |               |                                              |
|                                                         | PEC                                                     | 1 – 1 (0 – 1) | RKSV NEO                                     |
| 5 november 1950 Plaats: Zwolle Gemeentelijk Sportpark   | Joop Schuman 80'                                        |               | Mos                                          |
|                                                         | RKSV NEO                                                | 1 – 2 (0 – 1) | PEC                                          |
| 22 april 1951 Plaats: Borne Sportpark NEO               | A Mos                                                   |               | Joop Schuman Dries Jans                      |
| Sallandia                                               |                                                         |               |                                              |
|                                                         | PEC                                                     | 3 – 0 (? – 0) | DVV Sallandia                                |
| 29 april 1951 Plaats: Zwolle Gemeentelijk Sportpark     |                                                         |               |                                              |
|                                                         | DVV Sallandia                                           | 2 – 3 (? – ?) | PEC                                          |
| 19 november 1950 Plaats: Deventer Sportpark Sallandia   |                                                         |               |                                              |

## Statistieken PEC 1950/1951

### Eindstand PEC in de Nederlandse Tweede Klasse 1950 / 1951
| Stand | Gespeeld | Gewonnen | Gelijk | Verloren | Punten | Doelpunten voor | Doelpunten tegen |
| ----- | -------- | -------- | ------ | -------- | ------ | --------------- | ---------------- |
| 5e    | 24       | 12       | 8      | 4        | 32     | 51              | 38               |

### Punten per tegenstander
|       | Borne | Rigtersbleek | Eilermark | Tubantia | Labor | U.D.I. | Z.A.C. | Achilles '12 | VOSTA | Phenix | N.E.O. | Sallandia |
| ----- | ----- | ------------ | --------- | -------- | ----- | ------ | ------ | ------------ | ----- | ------ | ------ | --------- |
| Thuis | 2     | 1            | 1         | 2        | 2     | 0      | 2      | 1            | 2     | 2      | 1      | 2         |
| Uit   | 1     | 0            | 1         | 2        | 0     | 0      | 2      | 1            | 2     | 1      | 2      | 2         |

### Doelpunten per tegenstander
|       | Borne | Rigtersbleek | Eilermark | Tubantia | Labor | U.D.I. | Z.A.C. | Achilles '12 | VOSTA | Phenix | N.E.O. | Sallandia | Totaal |
| ----- | ----- | ------------ | --------- | -------- | ----- | ------ | ------ | ------------ | ----- | ------ | ------ | --------- | ------ |
| Thuis | 1     | 3            | 2         | 6        | 3     | 0      | 2      | 2            | 2     | 3      | 1      | 3         | 28     |
| Uit   | 1     | 1            | 3         | 1        | 2     | 1      | 2      | 3            | 2     | 2      | 2      | 3         | 23     |
|       |       |              |           |          |       |        |        |              |       |        |        |           | 51     |